# Convoi no 1 du 27 mars 1942
Le convoi no 1 du 27 mars 1942, surnommé « convoi 1 », est le premier convoi de déportation de Juifs de France pendant la Seconde Guerre mondiale. Parti de la gare du Bourget-Drancy, ce convoi fait une halte au camp de Royallieu (situé sur le territoire de la commune de Compiègne dans l’Oise). Après de multiples comptages, les 565 sont conduits à la gare du Bourget-Drancy. Là, ils montent à bord des voitures de 3e classe d'un train de voyageurs. Il est 17 heures lorsque le train spécial 767 s'ébranle. Arrivé à Compiègne, il s'arrête et, dans la nuit, on fait monter 547 autres hommes. Il s'agit cette fois, en majeure partie, de juifs français arrêtés à leur domicile, à Paris, le 12 décembre 1941 - essentiellement des notables ... . Puis les détenus sont déportés dans le camp d'extermination d'Auschwitz.
Après la Seconde Guerre mondiale, on compte seulement 19 survivants sur les 1 112 déportés.
En 1991, Pierre-Oscar Lévy réalise un documentaire, Premier Convoi, où 12 des 30 survivants témoignent,.

## Quelques personnes transportées
On trouve dans ce 1er convoi : 
Isaac Ventura  
- Édouard Arditti (Matricule 27863)[5]
- Israel Slitinsky, demi-frère de l'historien Michel Slitinsky,
- Jean Léon, ingénieur agronome, fondateur et gérant de la Société Les Maquettes Perfecta, principale entreprise de maquette d'architecture de l'époque,
- Théodore Tichauer, père de Eva Tichauer,
- Henri Lang, polytechnicien, directeur à la SNCF et enseignant à l'École des Ponts
- Jacques Smaer, survivant et témoin,
- Salomon Altermann, brocanteur,
- Lucien Braslavski dit Lubra (22 ans), militant trotskiste, ajiste, organisateur d'un réseau de faux-papiers à Paris,
- Emanuel Mink, résistant et déporté français, un des premiers engagés volontaires dans les Brigades internationales lors de la guerre d'Espagne (survivant),
- Alter Fajnzylberg (30 ans),
- David Szmulewski,
- Natan Darty (survivant), un des fondateurs de Darty,
- Joseph Rubinsztein (âgé de 23 ans) (survivant)[1],
- Simon Gutman[1] (âgé de 18 ans) (matricule 27815, survivant),
- Mayer Szyndelman (survivant).